# Estación de Nueva Montaña (Ancho Métrico)
Nueva Montaña es un apeadero ferroviario situado en la localidad de Peñacastillo, en el municipio español de Santander (Cantabria). Forma parte de la red de vía estrecha operada por Renfe Operadora a través de su división comercial Renfe Cercanías. Está integrada dentro del núcleo de Cercanías Cantabria al pertenecer a la línea C-3 (antigua F-2 de FEVE), que une Santander con Liérganes. Cuenta también con servicios regionales (línea R-3f de Santander a Bilbao).

## Situación ferroviaria
La estación forma parte de las siguientes líneas férreas:
- Pk. 534,851 de la línea de ferrocarril de vía estrecha que une Ferrol con Bilbao, en su sección de Santander a Orejo.[1]
- Pk. 114,385 de la línea de ferrocarril de vía estrecha de Bilbao a Santander.[1]
- Pk. 004,102 de la línea de ferrocarril de vía estrecha de Santander a  Solares y Liérganes.[1]

La estación se encuentra a 6 metros de altitud. El tramo es de vía doble hasta esta estación, procedente de Santander, y tras ella pasa a ser de vía única. Además está electrificado a 1500 voltios CC.

## La estación
Las instalaciones constan de un edificio de viajeros, donde se disponen los equipamientos del control de accesos y venta de billetes. Desde este, se accede al primero de los andenes que da acceso a la vía 1 (dirección Liérganes / Bilbao). Para acceder a la vía 2 (dirección Santander) existe un paso a nivel al norte de las instalaciones que conecta con el segundo andén de la estación. Ambos andenes cuentan con paneles de información, bancos y una marquesina para resguardo de los viajeros.

## Servicios ferroviarios

### Regionales
Los trenes regionales que realizan el recorrido Santander - Bilbao (línea R-3f) tienen parada en esta estación. La frecuencia es de trenes diarios por sentido, existiendo un servicio adicional de lunes a viernes (línea R3a) entre Marrón y Santander en ambos sentidos. Los servicios ferroviarios en la relación Bilbao-Santander, para los trayectos regionales, se prestan exclusivamente con composiciones diésel de la serie 2700
| Línea | Origen/Destino | Paradas intermedias | Destino/Origen   |
| --- | -------------- | --- | ---------------- |
| | Santander      | Valdecilla-La Marga · Nueva Montaña · Valle Real · Maliaño-La Vidriera · Astillero · La Cantábrica* · San Salvador* · Heras · Orejo · Puente Agüero · Villaverde de Pontones · Hoz de Anero · Beranga · Gama · Cicero · Treto · Limpias · Marrón · Udalla · Gibaja · Carranza · Villaverde Trucios · Arcentales ·Traslaviña · Mimetiz · Aranguren · Sodupe · Zaramillo · Iráuregui · Zorroza-Zorrozgoiti · Basurto Hospital · Amézola | Bilbao Concordia |
| * En los apeaderos de La Cantábrica y San Salvador sólo efectúan parada los servicios de la línea R3a Santander - Marrón. |                | |                  |

### Cercanías
Forma parte de la línea C-3 (Santander - Liérganes) de Cercanías Cantabria. Ésta tiene, para el trayecto Santander-La Cantábrica, un intervalo de paso de trenes aproximado de unos 20 minutos durante los días laborables de lunes a sábados, disminuyendo este intervalo a 60 minutos durante los domingos y festivos. Para los trenes que circulan hasta la estación de Solares, el intervalo se reduce a 30-60 minutos según la hora en días laborables de lunes a viernes, siendo de 60 minutos sábados, domingos y festivos. Para los trenes que llegan hasta la estación de Liérganes, el intervalo de paso es de 60 minutos de lunes a domingo, incluyendo festivos.